# San Juan Ixcoy
San Juan Ixcoy è un comune del Guatemala facente parte del dipartimento di Huehuetenango.